# Поэза
Поэза́ (фр. Poëzat) — коммуна во Франции, находится в регионе Овернь. Департамент коммуны — Алье. Входит в состав кантона Ганна. Округ коммуны — Виши.
Код INSEE коммуны — 03209.

## Население
Население коммуны на 2008 год составляло 118 человек.
| 1962 | 1968 | 1975 | 1982 | 1990 | 1999 | 2008 |
| ---- | ---- | ---- | ---- | ---- | ---- | ---- |
| 95   | 97   | 103  | 108  | 127  | 129  | 118  |

## Экономика
В 2007 году среди 86 человек в трудоспособном возрасте (15—64 лет) 62 были экономически активными, 24 — неактивными (показатель активности — 72,1 %, в 1999 году было 77,1 %). Из 62 активных работали 54 человека (27 мужчин и 27 женщин), безработных было 8 (5 мужчин и 3 женщины). Среди 24 неактивных 7 человек были учащимися или студентами, 12 — пенсионерами, 5 были неактивными по другим причинам.